# گزده کانسو
گُزده کانسو (انگلیسی: Gözde Kansu؛ زادهٔ ۲۳ اوت ۱۹۸۰) بازیگر اهل ترکیه است. وی از سال ۱۹۹۵ میلادی تاکنون مشغول فعالیت بوده‌است.
از فیلم‌ها یا برنامه‌های تلویزیونی که وی در آن نقش داشته‌است می‌توان به تنها، نفوذی و چشم‌چران عمارت اشاره کرد.